# Glossophaga commissarisi
Glossophaga commissarisi é uma espécie de morcego da família Phyllostomidae. Pode ser encontrada no México, Guatemala, Belize, El Salvador, Honduras, Nicarágua, Costa Rica, Panamá, Colômbia, Guiana, Equador, Peru, Brasil.